# Ototyphlonemertes aurantiaca
Ototyphlonemertes aurantiaca är en djurart som tillhör fylumet slemmaskar, och som först beskrevs av du Plessis 1891.  Ototyphlonemertes aurantiaca ingår i släktet Ototyphlonemertes och familjen Ototyphlonemertidae. Inga underarter finns listade i Catalogue of Life.